# Dalbergia hancei
Dalbergia hancei är en ärtväxtart som beskrevs av George Bentham. Dalbergia hancei ingår i släktet Dalbergia, och familjen ärtväxter. Inga underarter finns listade i Catalogue of Life.